# Kurt Ziehmer
Kurt Ziehmer (* 1944 in Saarbrücken; † 2002 in Fürstenwalde) war ein deutscher Architekt, Designer und zuletzt Landwirt.

## Leben und Werk
Nach dem Studium der Architektur gründete Kurt Ziehmer 1968 ein eigenes Designstudio in Düsseldorf und entwickelte unter anderen mit und für Gunther Lambert Lichtobjekte. 1978 erhielt er den Förderpreis des Landes Nordrhein-Westfalen für junge Künstlerinnen und Künstler. Von 1977 bis 1981 war er Lehrbeauftragter an der Fachhochschule Düsseldorf.
Mit dem Innenarchitekten Klaus Bürger hatte Zhiemer von 1978 bis 1982 die Firma „ADA“ für die Herstellung und den Vertrieb von Wohnraumleuchten, darunter die Leuchte Ada, welche Lambert in die Kollektion aufnahm.
Mit der Gründung seiner Firma „ACA Ziehmer“ entwickelte er Ende der 1980er Jahre Möbel, welche in Kleinstserien handwerklich gefertigt wurden und unter „AXIS“ vertrieben wurden. Zu Ziehmers prägnantesten Entwürfen gehören die Chaiselongue „DS-137“ für De Sede sowie das Möbelprogramm „trion“ für WK Wohnen. „Trion“ wurde 1987 von WK präsentiert und 1988 in die deutsche Auswahl des Design Center Stuttgart aufgenommen. Für die Vereinigten Werkstätten schuf er 1980 die Tischleuchte „Puck“, für die Firma ClassiCon Tisch und Stuhl „Pontons“.
1997 ging Ziehmer von Düsseldorf nach Berlin, wohin er auch den Sitz seiner Gesellschaft verlegte. Seine Familie hatte nach der Wende in Brandenburg am Rand von Fürstenwalde ein Stück Land zurückbekommen, zu dem er 1996 von der Treuhand einen Hof, eine ehemalige LPG mit 4000 Quadratmetern an diversen Ställen und Nebengebäuden, erworben hatte. Er legte neue Wasser- und Stromleitungen, setzte die Gebäude wieder instand und baute ab 2001 auf 30 Hektar Weizen, Hafer und Erbsen an, um seine 800 Hühner zu füttern. Aus dem Architekten wurde der Ökobauer mit einer Hühnerfarm für Eierproduktion mit Anschluss und Vertrieb über den Gäa Verband. Seit 1998 war Ziehmer Geschäftsführer der „A & A agricultural and architectural concepts“ mit Stammsitz in Berlin, Lützowufer 27. Gegenstand des Unternehmens wurde mit Produktion von und der Handel mit land- und forstwirtschaftlichen Erzeugnissen sowie Gebäuden und Einrichtungen umschrieben. Kurt Ziehmer verstarb Ende 2002 auf seinem Hof. Der Hof selber liegt an der Molkenberger Straße 2 in Fürstenwalde und ist seit 2004 der „Geflügelhof Günther“.